# James Butler White
James Butler White, kanadski častnik, vojaški pilot in letalski as, * 7. julij 1893, Manitoulin Island, Ontario, † 2. januar 1972.
Stotnik White je med prvo svetovno vojno dosegel 12 zračnih zmag.

## Odlikovanja
- Distinguished Flying Cross (DFC)